# Eemstraat (Baarn)
De Eemstraat, vroeger Nieuwstraat, is een straat in Baarn in de Nederlandse provincie Utrecht. De Eemstraat is ongeveer 280 meter lang.
De gebogen Eemstraat verbindt het kruispunt Brink - Bosstraat met de in het verlengde liggende Eemweg. De bebouwing is nogal divers. 
Op de hoek met de Kerkstraat staat een nieuwe, traditioneel gebouwde langhuisboerderij met hooischelf als tastbare herinnering aan het Baarnse agrarische verleden.